# Línea 17 (Media Distancia)
La línea 17 (Valladolid - León) de Media Distancia es un servicio regional de ferrocarril convencional. Es una de las 16 líneas de media distancia de Castilla y León, explotada por Renfe. Su trayecto habitual circula entre Valladolid y Palencia, aunque también hay cuatro trenes diarios entre Madrid y León y Medina del Campo y León. Se opera con trenes Serie 449 de Renfe.
La duración mínima del viaje entre Valladolid y León es de 1 hora y 38 minutos.

## Líneas por donde transcurre el servicio
- Valladolid-León. 134 km